# Гоггинс, Уолтон
Уолтон Сэндерс Гоггинс-младший (англ. Walton Sanders Goggins, Jr., род. 10 ноября 1971) — американский актёр и продюсер.

## Биография
Гоггинс родился в Бирмингеме, Алабама. Уолтон начал карьеру в шоу-бизнесе в раннем возрасте, его семья — тётя и дядя также были актёрами театра, а другая тётя публицист для Би Би Кинга и Филлис Диллер. Когда ему было чуть больше 12 лет, Гоггинс заинтересовался актёрским мастерством.
Уолтон Гоггинс начал с небольших ролей в кино и в телевизионных проектах, в том числе сделанных для телевидения фильм «Убийство в Миссисипи», драма, основанная на реальном убийстве трёх гражданских трудящихся в 1964 году. Именно на «Убийстве в Миссисипи» он встретился с актёром Рэйем МакКинноном, с которым подружился, а затем и работал. На маленьком экране, он несколько раз появлялся в качестве различных персонажей на основе драмы «В разгар ночи». Когда ему было 19 лет, семья переехала в Лос-Анджелес, чтобы продолжить актёрскую карьеру. Его переезд в Лос-Анджелес оказался плодотворным. Он снимался в драме «The Watcher», в длительной военной драме зала суда «JAG». После роли Джима Боба в комедийном фильме «Cherokee Kid», вернулся в качестве приглашённой звезды в эпизодах «Страж» и «NYPD Blue».
В 2001 году он создал продюсерскую компанию со своим старым другом Рэйем МакКинноном и его женой актрисой Лизой Блаунт. Фильм «Бухгалтер» — это 38-минутная комедия о двух отчаянных братьях, которые нанимают таинственного человека, чтобы решить все свои беды. Фильм получил премию Американской киноакадемии за Лучший короткометражный фильм в 2001 году. 

Является самым известным актёром сериала «Щит» за его роль детектива Шейна. 
В 2010 году сыграл вспомогательную роль, как заключённый камеры смертников в фильме «Хищники». 

14 июля 2011 года, был номинирован на премию Эмми как выдающийся актёр второго плана в драматическом сериале за роль Бойда Краудера в сериале «Правосудие». Сыграл Криса Мэникса в фильме Квентина Тарантино «Омерзительная восьмёрка».
Уолтон Гоггинс увлекается фотографией, ведёт фотоблог. В перерыве от работы он путешествовал по Индии. Также проводит большую часть своего свободного времени в путешествиях. Принимал активное участие в президентских выборах 2008 года, когда он выступал за сенатора Барака Обаму в рамках поддержки Демократической партии. Он также известен как активный сторонник бывшего президента Джимми Картера. 

### Личная жизнь
Первая жена Гоггинса, страдавшая от депрессии, покончила с собой, спрыгнув с многоэтажного здания в Лос-Анджелесе 12 ноября 2004 года. Незадолго до этого она подала документы на развод. 
В августе 2011 года Гоггинс женился во второй раз на режиссёре Наде Коннерс. Незадолго до свадьбы у пары родился сын (февраль 2011), которого назвали Аугустом.

## Фильмография
| Год       |    | Русское название                         | Оригинальное название           | Роль                                                   |
| --------- | -- | ---------------------------------------- | ------------------------------- | ------------------------------------------------------ |
| 1992      | ф  | Мистер субботний вечер                   | Mr. Saturday Night              | дрожащий ребёнок                                       |
| 1992      | ф  | Вечно молодой                            | Forever Young                   | Военный полицейский на КПП (в титрах как Уолт Гоггинс) |
| 1994      | ф  | Ещё одна легенда карате                  | The Next Karate Kid             | Чарли                                                  |
| 1995      | с  | JAG                                      | JAG                             | офицер                                                 |
| 1997      | ф  | Американские горки                       | Switchback                      | Бад                                                    |
| 2000      | ф  | Ворон 3: Спасение                        | The Crow: Salvation             | Стэн Робертс                                           |
| 2000      | ф  | Шанхайский полдень                       | Shanghai Noon                   | Уоллес                                                 |
| 2001      | ф  | Ничего себе поездочка                    | Joy Ride                        | полицейский                                            |
| 2002      | ф  | Идентификация Борна                      | The Bourne Identity             | сотрудник #1                                           |
| 2002—2008 | с  | Щит                                      | The Shield                      | детектив Шейн Вендрелл                                 |
| 2003      | ф  | Дом 1000 трупов                          | House of 1000 Corpses           | шериф Стив Нэш                                         |
| 2005      | ф  | Самый быстрый «Индиан»                   | The World's Fastest Indian      | Марти Дикерсон                                         |
| 2007      | с  | Вероника Марс                            | Veronica Mars                   | агент ФБР                                              |
| 2007      | с  | C.S.I.: Место преступления               | CSI: Crime Scene Investigation  | Марлон Фрост                                           |
| 2008      | ф  | Чудо святой Анны                         | Miracle at St. Anna             | капитан Ноукс                                          |
| 2009      | с  | Мыслить как преступник                   | Criminal Minds                  | Джон Кули                                              |
| 2009      | с  | C.S.I.: Место преступления Майами        | CSI: Miami                      | Шон Эколз                                              |
| 2009      | ф  | Ущерб                                    | Damage                          | Рино Полсент                                           |
| 2010      | ф  | Хищники                                  | Predators                       | Стэнс                                                  |
| 2010—2015 | с  | Правосудие                               | Justified                       | Бойд Кроудер                                           |
| 2011      | ф  | Ковбои против пришельцев                 | Cowboys & Aliens                | Хант                                                   |
| 2011      | ф  | Соломенные псы                           | Straw Dogs                      | Дэниел Нилс                                            |
| 2012      | ф  | Линкольн                                 | Lincoln                         | Уэллс А. Хатчинс                                       |
| 2012—2014 | с  | Сыны анархии                             | Sons of Anarchy                 | Венус Ван Дамм                                         |
| 2012      | ф  | Джанго освобождённый                     | Django Unchained                | Билли Крэш                                             |
| 2013      | ф  | G.I. Joe: Бросок кобры 2                 | G.I.Joe: Retaliation            | Найджел Джеймс                                         |
| 2013      | ф  | Мачете убивает                           | Machete Kills                   | Первое обличье Хамелеона                               |
| 2015      | ф  | Мохаве                                   | Mojave                          | Джим                                                   |
| 2015      | ф  | Ультраамериканцы                         | American Ultra                  | Хохмач                                                 |
| 2015      | ф  | Омерзительная восьмёрка                  | The Hateful Eight               | Крис Мэнникс                                           |
| 2016—2017 | с  | Завучи                                   | Vice Principals                 | Ли Рассел                                              |
| 2017—2018 | с  | Шесть                                    | Six                             | Ричард «Рип» Таггарт                                   |
| 2017      | ф  | Состояние рассудка                       | Three Christs                   | Леон Габор                                             |
| 2018      | ф  | Бегущий в лабиринте: Лекарство от смерти | The Maze Runner: The Death Cure | Лоуренс                                                |
| 2018      | ф  | Tomb Raider: Лара Крофт                  | Tomb Raider                     | отец Матиас Фогель                                     |
| 2018      | ф  | Человек-муравей и Оса                    | Ant-Man and The Wasp            | Сонни Бёрч                                             |
| 2018      | с  | Теория Большого взрыва                   | The Big Bang Theory             | Оливер                                                 |
| 2019      | с  | Единорог                                 | Unicorn                         | Уэйд                                                   |
| 2019      | с  | Праведные Джемстоуны                     | The Righteous Gemstones         | Малыш Билли Фримен                                     |
| 2020      | ф  | Охота на Санту                           | Fatman                          | Тощий / Skinny Man                                     |
| 2021      | мс | Неуязвимый                               | Invincible                      | Сесил Стедман                                          |
| 2022      | с  | Последние дни Птолемея Грея              | The Last Days of Ptolemy Grey   | доктор Рубин                                           |
| 2022—2023 | с  | Джордж и Тэмми                           | George & Tammy                  | граф «Арахис» Монтгомери                               |
| 2023      | с  | Правосудие: Первобытный город            | Justified: City Primeval        | Бойд Краудер                                           |
| 2024      | с  | Фоллаут                                  | Fallout                         | Гуль, Купер Говард                                     |
| 2024      | ф  | Королева ринга                           | Queen of the Ring               | Джек Пфефер                                            |
| 2025      | с  | Белый Лотос                              | The White Lotus                 | Рик Хэчетт                                             |